# Pneumatické zařízení
Pneumatické zařízení je mechanický stroj, který využívá tlaku plynu k přenesení nebo zvětšení síly. Pneumatická zařízení využívají často i rozdílu mezi atmosférickým tlakem a tlakem plynu (přetlak nebo podtlak), příp. proudění plynu.
Princip pneumatických zařízení spočívá v tom, že stlačením plynu v uzavřené nádobě se zvětší tlak ve všech místech plynu. Naopak zvětšením objemu se tlak ve všech místech plynu zmenší. Tím se síla působící na píst na jedné straně nádoby přenese na píst na druhé straně. Přitom velikostí pístu lze ovlivnit i velikost síly, na větší píst působí větší tlaková síla, na menší píst působí menší síla.

## Příklady pneumatických zařízení
- Kompresor - zdroj stlačeného plynu pro další aplikace
- Průběžná brzda, sací brzda
- Potrubní pošta
- Pneumatický počítač
- Stříkací pistole
- pneumatický servomotor
- pneumatická vrtačka, pneumatické kladivo
- ofukovací pistole
- pneumatická tramvaj, pneumatické metro
- pneumatika
- hydropneumatické pérování